# Multigraf

Multigraf

V teorii grafů se termínem multigraf označuje takový graf, jenž obsahuje rovnoběžné hrany. Mezi dvěma uzly grafu tedy může existovat více (stejně orientovaných) hran.
Grafy neobsahující rovnoběžné hrany nazýváme prostými grafy.